# Usine Stellantis de Kalouga
L'usine Stellantis de Kalouga est un site de production de véhicules de l'ancien groupe PSA Peugeot Citroën (depuis le 16 janvier 2021 Stellantis) et Mitsubishi, associés dans une société commune. Il est situé à proximité de la ville de Kalouga, (à Rosva exactement), à 180 km au sud-ouest de Moscou.

## Histoire
Fin décembre 2007, PSA Peugeot Citroën annonce son intention d'ouvrir une usine d'une capacité de 100 000 véhicules, pouvant être portée ultérieurement à 300 000 à Kaluga. Cette annonce est suivie peu après par Mitsubishi. En effet, PSA a signé un accord avec Mitsubishi Motors Corporation pour la création d’une société commune détenue à 70 % par PSA et 30 % par MMC pour un investissement total de 650 millions d’euros.
La première pierre est posée le 10 juin 2008.
L'usine disposera de deux lignes de production séparées. L'une destinée à la production des véhicules issus de Mitsubishi, l'autre à celle des véhicules de conception PSA. L'usine produira des SUV et des berlines du segment C. Initialement le projet visait à construire une capacité de 160 000 véhicules, la production évoluerait vers 300 000 véhicules par an, « soit 7 à 8 % d’un marché russe qui devrait représenter à terme 4 millions de véhicules », selon Christian Streiff.
En réalité, la capacité construite est de 125 000 véhicules (avec deux lignes de montage) et compte tenu des très fortes variations du marché automobile russe, l'usine n'a jamais fonctionné à pleine capacité, de façon nominale.
Le successeur de Christian Streiff. Philippe Varin, le président de Mitsubishi Motors, Takashi Nishioka, et le représentant de la fédération de Russie Georgui Poltavchenko, ont officiellement inauguré la première phase de l'usine qui assemble en SKD dans un premier temps des 308 avec des pièces fournies par l'usine française de Sochaux. 
En 2010, 51 000 unités, d'une part basée sur le SUV Mitsubishi Outlander  (avec le Peugeot 4007 et le Citroen C-Crosser) et d'autre part sur la 308 sont assemblées. Avec la seconde phase en CKD (Ferrage, peinture et assemblage, mais sans emboutissage) l'objectif était d'atteindre 125 000 dès 2012, l'effectif devant passer à cette fin de 200 à 3 000 salariés et la gamme produite s'enrichissant des Citroën C4 et les Peugeot 408.
Pour de multiples raisons, les Citroën C4 et Peugeot 408, n'ont pas rencontré le succès escompté et n'ont pas permis de remplir la ligne de production PSA de l'usine. Les Peugeot 4007 et Citroen C-Crosser n'ont pas été renouvelés et leur commercialisation s'est arrêté sans remplacement.
Avec la crise de l'industrie automobile Russe démarrée fin 2014, l'usine a très largement réduit ses effectifs et sa production. Seule la ligne Mitsubishi continue à produire à un rythme régulier, notamment grâce à l'introduction d'un autre SUV spécifique à MMC.
En 2015, l'usine est mise en sommeil entre les mois de mars à septembre, faute de véhicules à produire et à vendre sur le marché russe.
Mais si l'usine a une capacité de construction de 80 000 voitures par an pour PSA, le constructeur n'y a jamais dépassé les 15 à 20 000 par an avant la crise. L'objectif pour 2018 est d'en produire environ 10 000,. Et la même année, la production de quatre modèles de véhicules utilitaires légers sur une nouvelle plate-forme Peugeot Expert, Peugeot Traveller, Citroen Jumpy et Citroen SpaceTourer pour un investissement de 75 millions d'euro commence. En 2019, le Groupe PSA avait déjà investi plus de 600 millions d'euro dans la production à Kaluga.
En 2021, la production du Citroën Berlingo II et du Peugeot Partner II est lancée en Russie, alors que les deux modèles ne sont plus fabriqués ailleurs dans le monde. Une inédite version rebadgée Opel appelée Opel Combo rejoint également les chaînes d'assemblage de l'usine russe.
L'usine commence a exporter ses utilitaires vers l'Europe de l'Ouest dès février 2022. Le mois suivant, Stellantis cesse d'exporter ses utilitaires fabriqués en Russie en raison de l'invasion russe de l'Ukraine. Face à la poursuite du conflit et aux difficultés d'approvisionnement, l'usine suspend complètement son activité dès avril 2022.
En 2023, Stellantis déclare avoir perdu le contrôle de ses entités russes sans avoir pu les vendre.
Dès 2023, des Citroën C5 Aircross en kits CKD sont envoyés par le partenaire chinois de Stellantis, la Dongfeng Motor Corporation, vers l'ancienne usine Stellantis de Kalouga, en Russie, sans l'aval de Stellantis. L'entreprise basée en Russie qui assemble ces kits en utilisant l'usine de Kalouga est dénommée Automotive Technologies. En mars 2024, la production est de seulement 2 à 3 véhicules par jour.

## Ateliers de production
- Ferrage
- Peinture
- Montage